# 七つの子
『七つの子』（ななつのこ）は、日本の童謡である。作詞・野口雨情、作曲・本居長世。1921年、童謡・童話雑誌『金の船』（キンノツノ社）に発表された。

## 概要

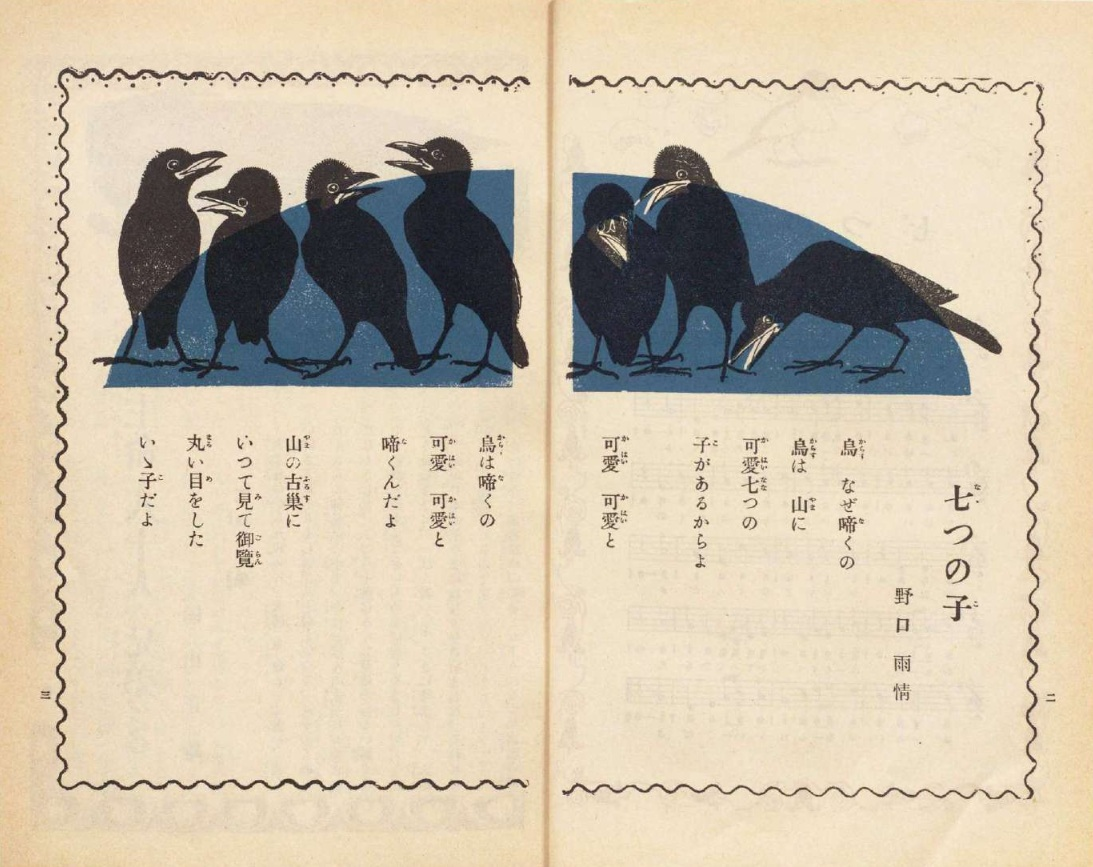
『金の船』大正十年七月号（1921年7月1日付発行）の歌詞掲載ページ。同誌の挿絵などを担当し野口と親交が深かった岡本帰一による7羽のカラスの絵とともに掲載されている。

野口雨情が1907年1月に刊行した月刊民謡集「『朝花夜花』第一輯」（早稲田詩社）に発表した詩「山烏（やまがらす）」をもとに改作し、童謡・童話雑誌『金の船』の21曲目の曲譜付き童謡として「大正十年七月号」（1921年7月1日付発行）に本居長世作曲の曲譜とともに発表した童謡である。
当時野口は『金の船』編集主幹の斎藤佐次郎（金の星社創業者）とともに同誌の創刊号から編集に関わり、投稿童謡の選者などを務めるとともに、おもに本居とのコンビで精力的に誌上で童謡の発表を行っていた。同年には『青い眼の人形』（発表時原題『青い目の人形』）も発表している。
国民的童謡として長年親しまれ、1989年の「あなたが選ぶ日本のうた・ふるさとのうた」（「日本のうた・ふるさとのうた」全国実行委員会）では本曲が第8位を獲得した。2007年には文化庁と日本PTA全国協議会が発表した「日本の歌百選」に選定された。
演歌歌手、北島三郎が歌唱する歌謡曲「帰ろかな」（1965年）では、間奏に本曲を組み込んだバージョンがあり、1973年以降のNHK紅白歌合戦などの歌番組で披露された。米国出身のシンガーソングライターで童謡歌手のグレッグ・アーウィンは、本曲を「Seven Little Babies」の題で英訳し、アーウィン自身の歌唱が『ハッピー・チャイルド!〜英語でうたおう　こどものうた　みんなのうた〜』（ビクターエンタテインメント、1997年発売）、『英語でうたう日本の童謡2』（ビクターエンタテインメント、1999年発売）の両アルバムに収録された。

### 『七つ』の表現について
歌詞の「七つ」という言葉が「7羽」を指すのか「7歳」を指すのかは、度々論争の種となっている。現実のカラスの生態からみれば、カラス（ハシボソガラスやハシブトガラス）は一度に7羽もの雛を育てることはなく、7年も生きたカラスはもはや「子」とは呼べない。また、「七つ」という言葉を「たくさん」の意味とする解釈、「七つ」という言葉を「人間の7歳の子」とする解釈も存在する。
『金の船』誌の作品初出号「大正十年七月号」では、「丸い目を持つ7羽の幼いカラスが並ぶ様子」を描いた岡本帰一の挿絵とあわせて野口の詩を掲載している。藤田圭雄の著書『日本童謡史Ⅰ』でも、これを「7羽」説の根拠の一つとしている。野口は1924年に『金の星』（金の星社、1922年『金の船』改題）で発表した童謡「十（とお）と七つ」（作曲・小松耕輔）でも、雁が10羽と7羽の2群に分かれて飛ぶ様子を挿絵付きで「十と七つ」と表現している。
しかし、野口自身は「七つ」という言葉に対して、「必ずしも7歳という意味ではなく『幼い』という意味を含ませたもので、『言葉の音楽』として芸術味を豊かにもたせるために『七つ』とした」という趣旨を述べており、泉漾太郎が野口から聞いた話の中では、7羽でも7歳でも歌う側が納得すればそれでいいと答えたとしている。
「北茨城市野口雨情記念館」（茨城県北茨城市）では、「今でもはっきりしていません」との態度を取っている。

## 歌詞
烏 なぜ啼くの
烏は山に
可愛七つの
子があるからよ
可愛 可愛と
烏は啼くの
可愛 可愛と
啼くんだよ
山の古巣へ
行って見て御覧
丸い眼をした
いい子だよ
（1995年に著作権消滅）

## 歌碑

埼玉県久喜市の童謡の小道に存在する歌碑（1974年建立、久喜青葉団地内）

雨情の母校である北茨城市立精華小学校には、1961年（昭和36年）に寄贈された歌碑がある。歌碑自体にはひらがなを多く用いた歌詞が刻まれているが、陰に別にある副碑には原詩同様に漢字を用いて刻まれている。また、和歌山県すさみ町の日本童謡の園にも歌碑がある。

## 録音した歌手
- 平井英子
- 安田祥子
- 斉藤伸子
- タンポポ児童合唱団
- 山野さと子、森の木児童合唱団
- 小川麻琴、稲葉貴子、前田有紀、石井リカ
- 斎藤清六（1982年、アルバム『なんなんなんだ!?』収録）

## 替え歌
1980年初頭、コントグループ「ザ・ドリフターズ」のメンバーでコメディアンの志村けんは、人気テレビ番組『8時だョ!全員集合』（TBS）で、「カラス なぜ鳴くの カラスの勝手でしょ〜」という替え歌を歌い、当時の子どもを中心に流行した。由来については笑福亭鶴光がDJを務めたニッポン放送のラジオ番組『鶴光のオールナイトニッポン・サンデースペシャル』の中の替え歌コーナーが発祥との説がある。
これとは別に、俳優の森繁久彌が戦後、盲学校を訪問して本曲を歌った際、その場の機転で2番の歌詞を「まるい顔した、いい子だよ」と替えたことが知られている。